# Старий Каленчин
Старий Каленчин (пол. Stary Kałęczyn) — село в Польщі, у гміні Ґолимін-Осьродек Цехановського повіту Мазовецького воєводства.
У 1975-1998 роках село належало до Цехановського воєводства.